# 명진영
명진영(한국 한자: 明珍榮, 1973년 5월 20일 ~ )은 대한민국의 전직 축구 선수 출신 축구 지도자이다.

## 지도자 경력
2018년부터 2019년까지 FC 서울의 U-18팀인 오산고등학교 축구부의 감독이었다.